# Hildegarde Naughton
Hildegarde Naughton, née le 1er mai 1977, est une femme politique irlandaise, membre du Fine Gael.
Elle est whip en chef du gouvernement depuis décembre 2022, et ministre d'État à l'Éducation depuis avril 2024.
Elle est Teachta Dála (TD) pour la circonscription de Galway West depuis 2016.
Elle est auparavant présidente de la commission des communications, de l'action climatique et de l'environnement de 2016 à 2020 et maire de Galway de 2011 à 2012. Elle est également sénatrice de 2013 à 2016, après avoir été nommée par le Taoiseach.

## Vie privée
Naughton est née à Galway en 1977, elle est originaire d'Oranmore. Son père est membre de l'exécutif national du Fine Gael. Elle est d'abord enseignante à la St. Patrick's Boys School de Galway. Elle est une soprano de formation classique et remporte en 2008 le prix de la meilleure actrice de l'Association of Irish Musical Societies pour son rôle d'Eliza Doolittle dans la production de My Fair Lady de la Galway Patrician Musical Society. Elle parle couramment le français.

## Carrière politique
Elle bat son collègue du parti John Mulholland lors des élections locales de 2009 dans la zone électorale locale de Galway City West (Salthill - Claddagh -Knocknacarra),. Elle se présente sans succès pour le Dáil aux élections générales de 2011 à Galway West. En juin, elle est choisie par le Fine Gael pour le poste de maire de Galway pour 2011-2012, dans le cadre d'un pacte de rotation du poste entre le Fine Gael, le Parti travailliste et certains membres indépendants,.
Aux élections générales de 2011, Naughton est l'une des quatre candidats du Fine Gael pour les cinq sièges de Galway West ; Seán Kyne et Brian Walsh sont élus, tandis que Naughton et Fidelma Healy Eames échouent. En juillet 2013, Walsh est exclu du groupe parlementaire du Fine Gael pour avoir voté contre la consigne du parti sur le projet de loi de 2013 sur la protection de la vie pendant la grossesse. Healy Eames est exclu une semaine après Walsh pour s'être opposé au même projet de loi au Seanad. Le 19 juillet, Naughton est nommé au Seanad par le Taoiseach Enda Kenny,,,. Walsh est réadmis au sein du groupe parlementaire du Fine Gael en 2014, mais pour des raisons de santé, il démissionne avant les élections générales,.
Aux élections générales de 2016, Naughton est élue au Dáil aux côtés de son collègue du parti Seán Kyne. En octobre 2019, elle est nommée présidente du comité du Dáil chargé d'enquêter sur les plaintes éthiques concernant des membres qui ont voté au nom de leurs collègues. Elle est ensuite contrainte de démissionner après qu’il a été révélé qu’elle avait fait de même à plusieurs reprises. Le vote au nom des collègues du Dáil n'était pas autorisé. Aux élections générales de 2020, Naughton est réélue au Dáil, en tant que seule députée du Fine Gael dans la circonscription de cinq sièges.
En 2020, lors de la formation du 32e gouvernement irlandais, Naughton devient l'une des trois ministres d'État présents au cabinet,. Elle est nommée ministre d'État au ministère des Transports avec une responsabilité particulière pour le transport international et routier et la logistique et ministre d'État au ministère de l'Environnement, du Climat et des Communications avec une responsabilité particulière pour la politique postale et les codes Eir. Du 27 avril au 1er novembre 2021, Naughton se voit confier des responsabilités supplémentaires en tant que ministre d'État au ministère de la Justice chargée de la justice pénale pendant le congé de maternité de la ministre de la Justice Helen McEntee,.
En décembre 2022, elle est nommée whip en chef du gouvernement et ministre d'État au ministère de la Santé, avec une responsabilité particulière pour la santé publique, le bien-être et la stratégie nationale antidrogue, à la suite de la nomination de Leo Varadkar au poste de Taoiseach.